# Белоцветник
Белоцве́тник (лат. Leucojum) — род растений семейства Амариллисовые (Amaryllidaceae).
Латинское номенклатурное название произошло от др.-греч. λευκός — молочно-белый.

## Ботаническое описание
Луковицы, многочешуйчатые, состоят из замкнутых белых перепончатых чешуй, из которых одна часть — низовые листья, а другая — основания ассимилирующих листьев. Корни довольно толстые, многолетние, отмирают частично вместе с той частью донца, из которой они возникли.
Листья линейные, ремневидные, появляются с цветками (у весеннецветущих видов) или после них (у осеннецветущих видов). Лист, предшествующий соцветию, с незамкнутым влагалищем. Ежегодно формируются 2—3 низовые чешуи, за ними закладываются 2—3 обычных листа с замкнутым и один с незамкнутым основанием, в пазухе которого развивается цветонос. У основания цветоноса формируется новая почка возобновления.
Стрелка слегка сплющена, округлённая или обоюдоострая, прямостоячая, но при созревании плодов поникающая, заканчивается крылом, из пазухи которого выходят цветоножки с цветками. Крыло перепончатое, с двумя зелёными килями, в которых имеются ассимиляционные клетки. Крыло сохраняется зелёным не только при цветке, но и при плодах, засыхая лишь при их созревании. Околоцветник ширококолокольчатый, из шести раздельных листочков, с зелёным или жёлтым пятном у верхушки. Цветки белые, реже розовые, одиночные или в малоцветковых зонтиках. Тычинка нити короткие, с продолговатыми, прямыми, притуплёнными пыльниками, открывающимися на верхушке. Завязь трёхгнёздная, с многими семяпочками; столбик нитевидный или веретеновидный, с небольшим головчатым рыльцем.
Плод — мясистая коробочка, открывающаяся от верхушки по створкам; семена продолговатые или округлые, чёрного цвета, с крупным мясистым придатком или без него.
Основное число хромосом составляет прогрессивный ряд: 7, 8, 9, 11.

## Распространение
Умеренные зоны Европы и Северной Африки. В Европе ареал простирается от Ирландии через Среднюю и Южную Европу до Крыма и Кавказа, один вид  (Белоцветник летний) произрастает на территории Краснодарского края, где находится под охраной.
Виды с меньшим числом хромосом распространены в западной части ареала, вдоль Атлантического побережья, а с большим — в северо-восточной части ареала: в Средней Европе и на северном побережье Чёрного моря, до Кавказа.
Растёт на открытых горных склонах, заливных лугах, в лесах.

## Практическое использование
Используют как декоративные красивоцветущие растения: в групповых посадках с ранневесеними цветущими растениями, в рабатках и для оформления водоёмов, для срезки в букеты

## Виды
По данным Ботанических садов в Кью в роду насчитывается два вида:
- Leucojum aestivum L. — Белоцветник летний
- Leucojum vernum L. typus[6] — Белоцветник весенний

## Систематика
Многими ботаниками при обработке рода лат. Leucojum принята система Бекера, который включил в этот род в качестве подродов ещё два рода семейства амариллисовых: лат. Acis и лат. Ruminia.